# Григорівка (Обухівський район)
Григорі́вка — село в Україні, Обухівському районі Київської області. Населення становить 1769 осіб. Орган місцевого самоврядування — Григорівська сільська рада.

## Географія
Село розташоване в мальовничій долині річки Красна, через нього проходить одна із гілок Змієвих валів.
Найвищою точкою села є гора Гержая.
Відстань до райцентру становить близько 7 км і проходить автошляхом Н01.

## Історія
Клірові відомості, метричні книги, сповідні розписи церкви Різдва Христового с. Григорівка (приписні сс.* Леонівка Матяшівка) Германівської волості Київського пов. Київської губ. зберігаються в ЦДІАК України [Архівовано 18 лютого 2020 у Wayback Machine.]. 

### До XIX століття
Територія, де розташована Григорівка, заселена здавна. Про це свідчать  знайдені тут римські монети II ст. н. е. та три кургани часів Київської Русі на  околицях Матяшівки.
Уперше назва села згадується в історичних документах 1450 року, коли  литовський князь Свидригайло передав це поселення феодалові Самінову. 1506 року  міщанин Григорович, який володів тут маєтностями, продав їх Київсько-Микільському монастиреві. В середині XVI ст. Григорівкою, а також Гусачівкою й Матяшівкою, заволодів шляхтич Березовський. Згодом Григорівка стала власністю Білоцерківського старости Мнішека.
На початку визвольної війни 1648—1657 рр. місцеві селяни разом з козаками напали на польську фортецю  в с. Долині, що поблизу Григорівки, де стояв великий польський гарнізон. Замок  був зруйнований, забрано гармати і всі припаси.
Невдовзі Богдан Хмельницький передав Григорівку разом  з навколишніми селами Києво-Печерському монастиреві. За Андрусівським перемир’ям 1667 року село залишилося за шляхетською Польщею. Пізніше польський король віддав Григорівку та навколишні села уніатській  митрополії.
Під час перебування російських військ на Правобережній Україні універсалом гетьмана Скоропадського Григорівка була приєднана до Трипільського маєтку  Київської православної митрополії. Коли після невдалого Прутського походу  1711 року російські війська були виведені з Правобережжя, польський уряд логічно не визнав права митрополії на село.
У 80-х роках XVIII ст. селом заволодів К. Браницький, а потім у 1791 році продав його магнатові Ф. Мілевському. 
До селянської реформи 1861 року Григорівка належала польським поміщикам Мілевським, Комаровичам, Модзалевським і входила до Гусачівської волості  Київського повіту Київської губернії.

### Цукровий завод
У першій половині XIX ст. поміщицький маєток мав 1198 десятин орної землі.  Тут інтенсивно розвивалося товарне землеробство, зростали посіви хліба, значна  частина якого йшла на продаж, а частина перероблялася на винокурних заводах Гусачівки й Матяшівки, що належали родичам григорівських поміщиків. Великі  площі землі були відведені під посіви цукрових буряків; їх переробляли на цукровому  заводі, збудованому 1845 року поміщиками Ф. Мілевським і М. Комаровичем.
Через  два роки підприємство розширили. В сезон 1860/61 року виробництво цукру досягло  32 078 пудів. На заводі працювало 450 робітників, переважно кріпаків. Крім цукроварні, поміщикам належали цегельний завод і водяний млин. 
Наприкінці XIX ст. за обсягом виробництва Григорівський цукрозавод вийшов  на одне з перших місць серед цукрових підприємств України. В останніх роках  XIX ст. тут працювало 2113 особи, у т. ч. — 185 жінок. Крім того, в Григорівці  діяли слюсарна майстерня при цукрозаводі, де було 25 робітників, водяний, млин, три вітряки, дві кузні.

## Населення

### Мова
Розподіл населення за рідною мовою за даними перепису 2001 року:
| Мова       | Кількість | Відсоток |
| ---------- | --------- | -------- |
| українська | 1729      | 97.74%   |
| російська  | 36        | 2.04%    |
| білоруська | 2         | 0.11%    |
| румунська  | 2         | 0.11%    |
| Усього     | 1769      | 100%     |

## Люди
В селі народилися:
- Іващенко Ігор Єфремович (нар. 1931) — український диригент, народний артист УРСР.
- Кисіль Василь Іванович (нар. 1948) — український юрист, доктор юридичних наук, професор кафедри міжнародного приватного права Київського національного університету імені Тараса Шевченка, старший партнер юридичної фірми «Василь Кісіль і Партнери».